# Lembah Alas
Lembah Alas is een bestuurslaag in het regentschap Aceh Tenggara van de provincie Atjeh, Indonesië. Lembah Alas telt 674 inwoners (volkstelling 2010).